# Delphinium taipaicum
Delphinium taipaicum är en ranunkelväxtart som beskrevs av Wen Tsai Wang. Delphinium taipaicum ingår i släktet storriddarsporrar, och familjen ranunkelväxter. Inga underarter finns listade i Catalogue of Life.